# Gose Elbe

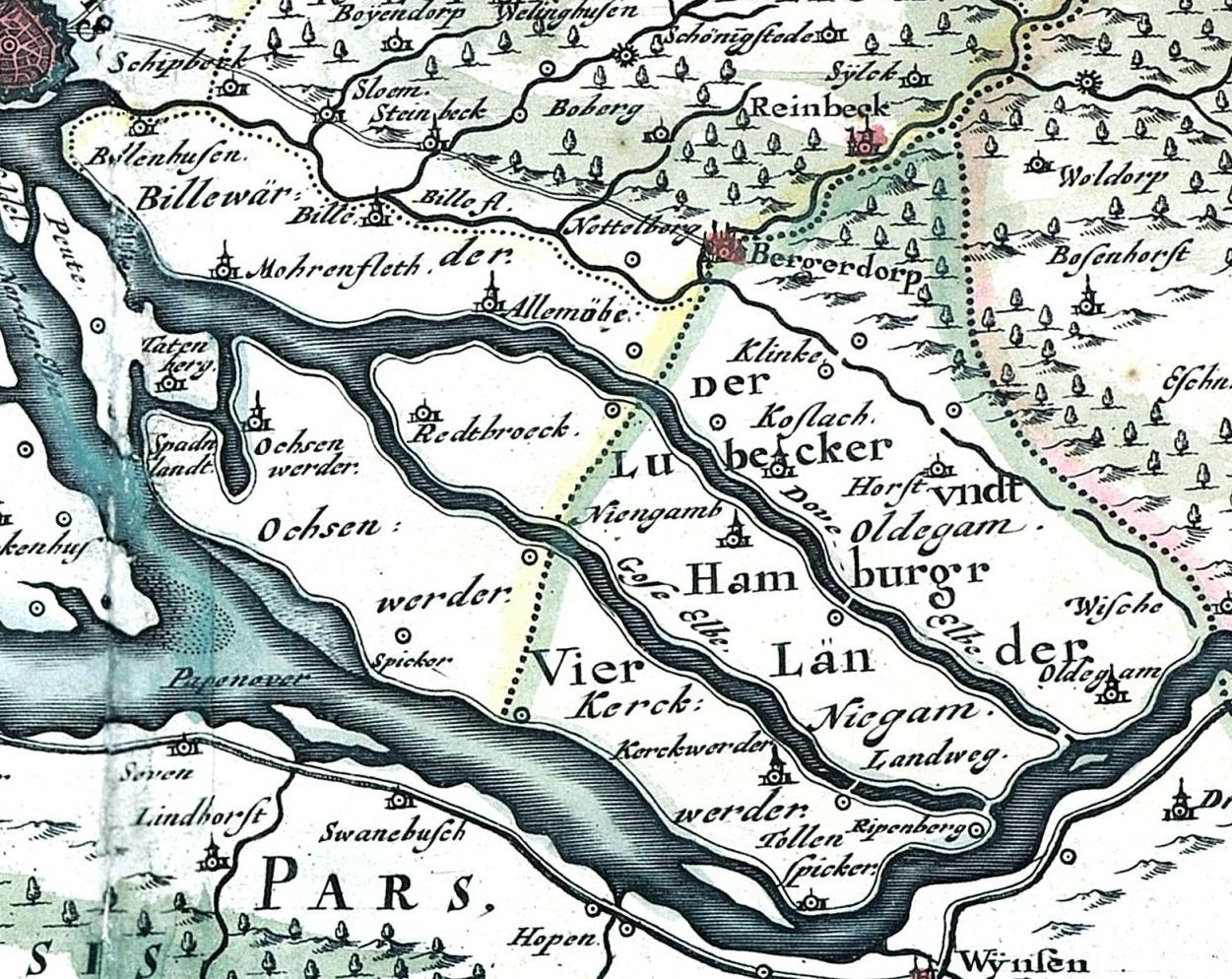
Gose Elbe auf einer Karte von 1650

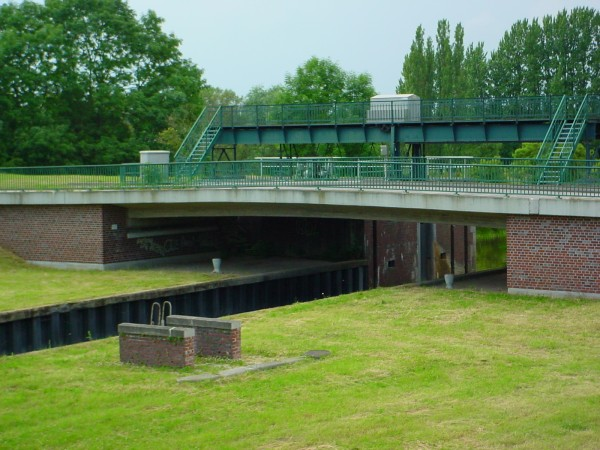
Reitschleuse an der Gose Elbe

Die Gose Elbe ist ein 15 Kilometer langer Altwasserarm der Elbe in den Hamburger Vier- und Marschlanden. Nicht zu verwechseln ist die Gose Elbe mit der „Gamm(el)elbe“, die die Gose mit der Dove Elbe verband.
Die Gose Elbe wurde um 1390 durch einen Deich zwischen den Inseln Kirchwerder und Neuengamme vom Hauptstrom der Unterelbe abgetrennt. Direkt hinter der Eindeichungsstelle bei der Siedlung Krauel befinden sich mehrere Bracks, die über wasserführende Bodenschichten im alten Flussverlauf weiterhin miteinander und mit der Strom-Elbe in Verbindung stehen. Sie entstanden als Ausspülungen nach einem Deichbruch und wurden 1594 erstmals als Kraueler Brack erwähnt. Unter dem Namen des größten der Gewässer, dem Kiebitzbrack, steht das Gebiet seit 1985 unter Naturschutz.
Am Kiebitzbrack beginnt der Gose-Elbe-Graben, der in weiten Mäandern in westlicher Richtung verläuft und ab der Brücke des Neuengammer Heerwegs als Gose Elbe bezeichnet wird. Der sehr windungsreiche Flusslauf mit breitem Ufersaum setzt sich in nordwestlicher Richtung zwischen Kirchwerder und Neuengamme in den Vierlanden fort, wie auch danach zwischen Ochsenwerder und Reitbrook in den Marschlanden.
Ab der Brücke des Heinrich-Stubbe-Wegs kann die Gose Elbe mit Ruderbooten und Kanus befahren werden. An der Nordwestspitze Reitbrooks umfließt sie das Naturschutzgebiet Die Reit. Hinter der Reitschleuse, die heute nicht mehr der Wasserstandsregulierung dient, ist die Gose Elbe ein kurzes Stück mit Motorbooten schiffbar, bevor sie nach etwa 500 Metern in die hier (als Regattastrecke) seeartig verbreiterte Dove Elbe mündet.
Die Strömung der Gose Elbe ist äußerst schwach, bedingt durch kaum vorhandenes Gefälle und die vielen Windungen. Ihre Wasserqualität ist gut, und sie ist reich an Fischen.

## Namensbedeutung und Schreibweise
Der Namensbestandteil „Gose“ geht auf das niederdeutsche goes, gose für „trocken“ – hier im Sinne von geringer Wassermenge – zurück.
An der Einmündung der Gose Elbe in die Dove Elbe steht ein Schild, auf dem sie als „Goose Elbe“ bezeichnet wird. Die verschiedenen Schreibweisen rühren daher, dass sich im Niederdeutschen bzw. in den niederdeutschen Dialekten anders als im Hochdeutschen keine vereinheitlichte Schreibweise herausgebildet hat.

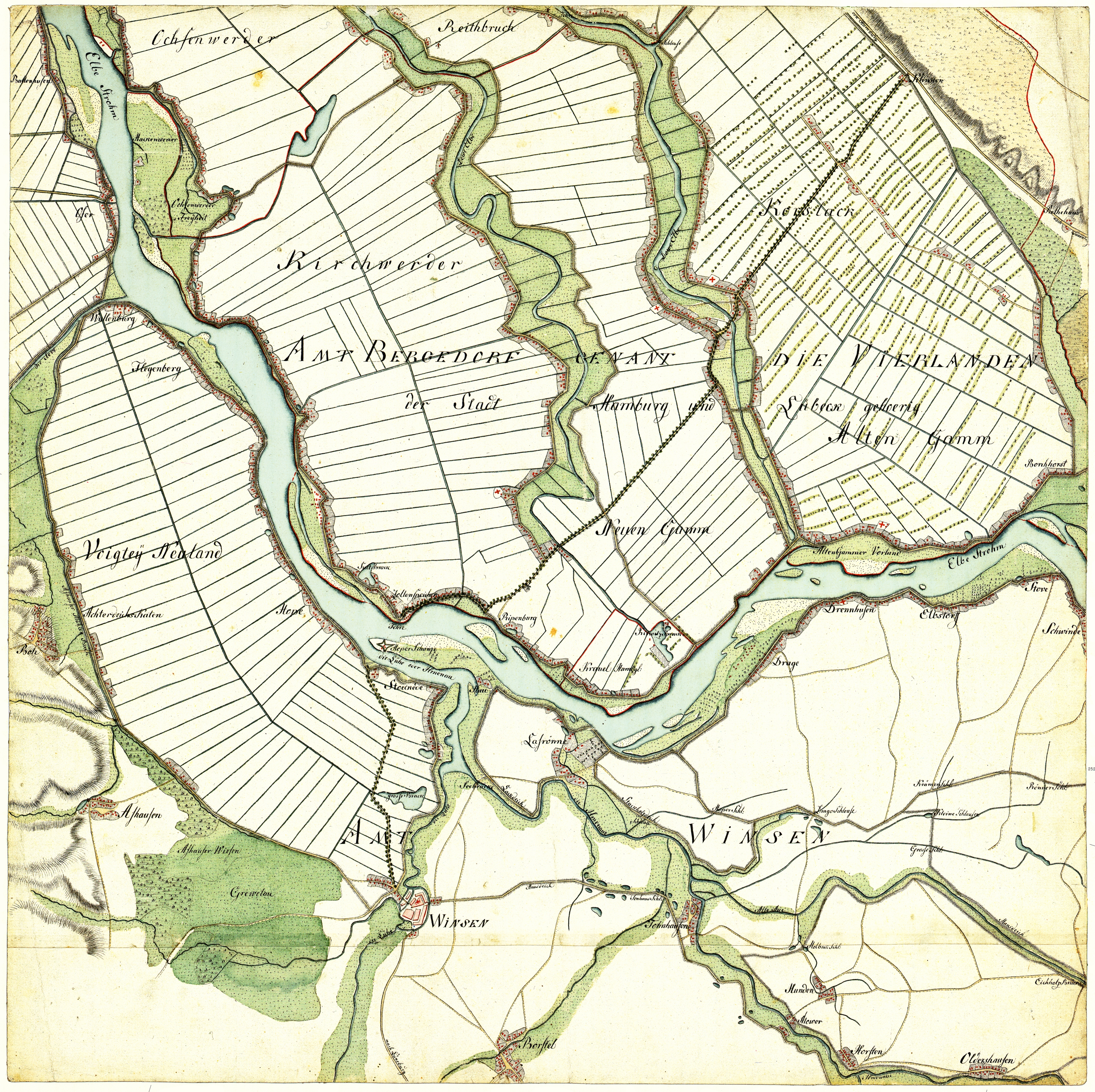
Varendorf-Karte der Vierlande von 1796, hier als „Dowe Elbe“ beschriftet

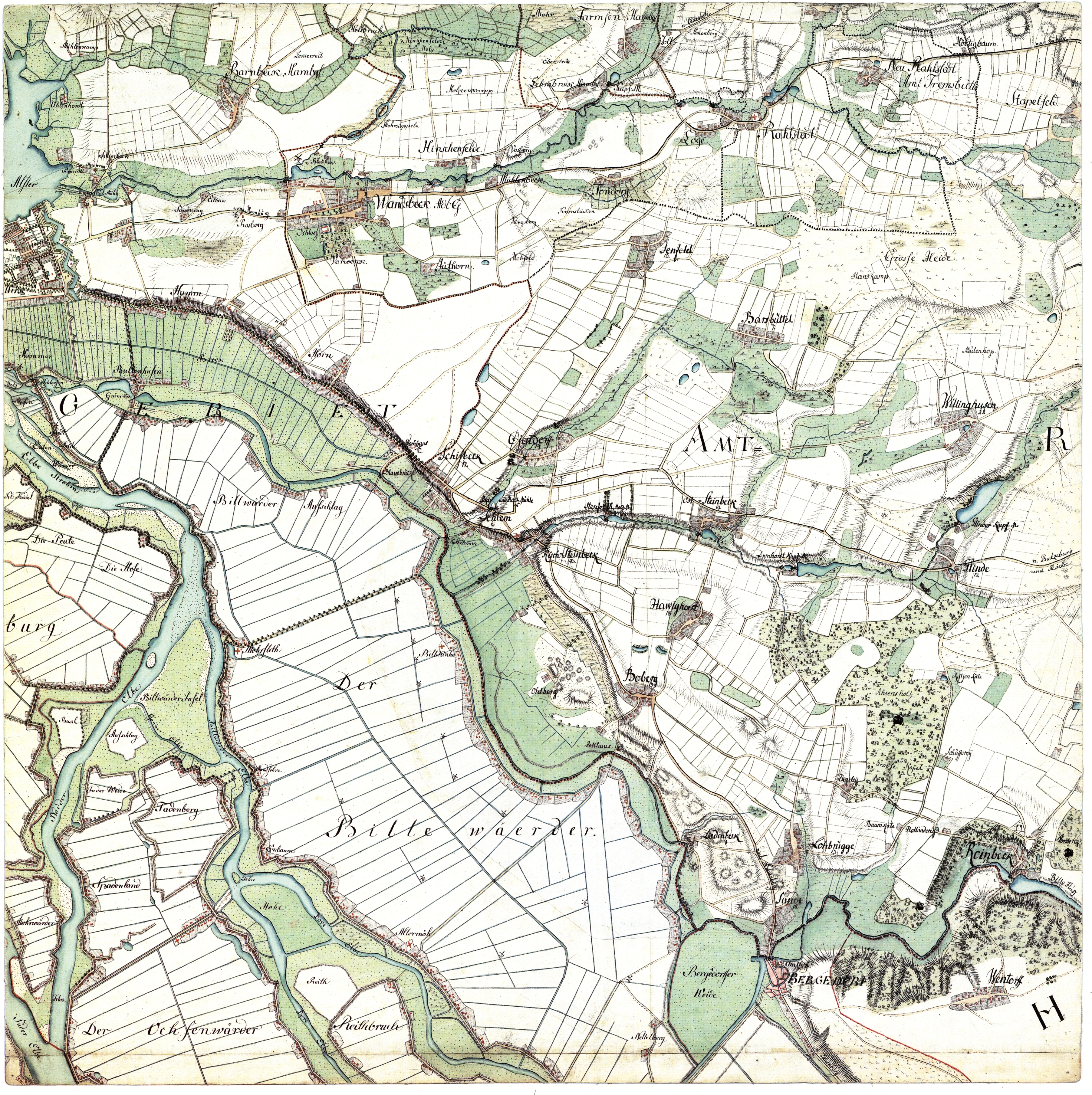
Karte Bergedorf - Reinbek von Varendorf, hier als „Dowe Elbe“ beschriftet

Der Flussname wird auch oft Gose-Elbe geschrieben, da im Hochdeutschen der adjektivische Gebrauch von „goos“ nicht unmittelbar erkennbar ist. Auch ist es strittig, ob man den Flussnamen deklinieren kann oder muss, ob es also oben nicht eigentlich Die Strömung der Gosen Elbe … heißen müsste. (Zur Verdeutlichung stelle man sich vor, der Fluss würde Schwarze Elbe heißen.)
In einer 1796 angefertigten Karte von Gustav Adolf von Varendorff ist der vom Kiebitzbrack nordwestlich ausgehende Gewässerlauf parallel zur „Dowe Elbe“ mit dem gleichen Namen eingetragen, auf einer weiteren Karte des gleichen Autors wird diese Benennung bis zum Zusammenfluss beider Läufe in die „Billwärder Elbe“ (heutige abgedeichte Billwerder Bucht) beibehalten.

## Fischfauna
Die Gose Elbe ist fischereirechtlich ein Pachtgewässer des Angelsport-Verbandes Hamburg e. V. und darf von dessen Mitgliedern, von der Einmündung in die Dove Elbe bis zur Brücke Alte Twiete, befischt werden. Sie gehört zu den sogenannten Hamburger Verbandsgewässern, in denen Mitglieder, der an den AV Hamburg angeschlossenen Angelvereinen, den Angelsport ausüben können. Zu beachten ist, dass aus Naturschutzgründen das Einbringen von Lock- und Futterstoffen streng verboten ist. Folgende Fischarten kommen in dem Gewässer vor: Karpfen, Schleien, Rotaugen, Rotfedern, Alande, Brachsen, Hechte, Zander, Rapfen, Flussbarsche und  Aale. Infolge des heißen Sommers des Jahres 2014 kam es in der Gose Elbe zu einem Fischsterben.